# Hernandia tahitensis
Hernandia tahitensis là một loài thực vật thuộc họ Hernandiaceae. Đây là loài đặc hữu của Polynésie thuộc Pháp.